# Osman-Gazi-Brücke
Die Osman-Gazi-Brücke (türkisch Osman Gazi Köprüsü) ist eine Hängebrücke in der Türkei, die die sechsspurige Autobahn von Istanbul nach Izmir zwischen den Orten Dilovası und Altınova über den Golf von İzmit, den nordöstlichen Teil des Marmarameeres, führt.
Sie ist die fünftgrößte Hängebrücke der Welt und erspart die mehr als 80 km lange Umfahrung der Bucht, die mit dem Auto bei geringem Verkehr über eine Stunde dauert.

## Name
Die Brücke war während der Planungs- und Ausführungsphase international als Izmit Bay Bridge oder Izmit Bay Suspension Bridge bekannt. Bei der Einweihung am 21. April 2016 wurde sie nach Osman I. Gazi (1258–1326) benannt, dem Begründer der Osmanischen Dynastie und des Osmanischen Reiches.

## Projektablauf
Die Brücke wurde als sogenanntes BOT-Projekt (Build-Operate-Transfer) realisiert. Sie ist Teil der Phase 1 (erste 55 km der Gebze-Orhangazi-Izmir Autobahn (Otoyol 5)), deren Planung, Bau und Betrieb während insgesamt 22 Jahren und 4 Monaten einem Konsortium bestehend aus den Firmen Nurol, Özaltın, Makyol, Yüksel, Göçay und Astaldi übertragen wurde. Die Ausschreibung wurde im April 2008 veröffentlicht, Submissionstermin für die Angebote war der 9. April 2009. Am 27. September 2010 wurde der Vertrag mit der von dem Konsortium dazu gegründeten Projektgesellschaft Otoyol A.Ş unterschrieben.
Der Entwurf der Brücke wurde von dem dänischen Ingenieurbüro COWI in Zusammenarbeit mit dem Architekturbüro Dissing+Weitling erstellt. Gebaut wurde die Brücke im Auftrag des Konsortiums von den japanischen Firmen IHI und Itochu.
Am 30. März 2013 wurde vom damaligen Ministerpräsidenten Recep Tayyip Erdoğan – analog der früher üblichen Grundsteinlegung – das erste Rohr der Pfahlgründung des Fundaments des nördlichen Pylons eingerammt.
Als Fertigstellungsdatum war der Juni des Jahres 2016 angegeben, nach anderen Quellen war die Fertigstellung für 2017 geplant.
Am 21. April 2016 wurde in einer großen Zeremonie vom Staatspräsidenten Recep Tayyip Erdoğan und dem Ministerpräsidenten Ahmet Davutoğlu die letzte Platte auf dem Fahrbahnträger eingebaut – analog dem Setzen des Letzten Niet bei früheren Eisen- und Stahlbrücken. Anschließend fuhren Staatspräsident Erdoğan mit Ministerpräsident Davutoğlu als seinem Beifahrer als erste über die neue Brücke. Im Rahmen der Zeremonie gab Staatspräsident Erdoğan den Namen Osman Gazi Köprüsü für die Brücke bekannt.
Am Morgen des 30. Juni 2016 – kurz vor Beginn der Eröffnungszeremonie – überquerte der mehrfache Motorrad-Weltmeister Kenan Sofuoğlu auf einer leicht modifizierten Version des straßentauglichen Motorradmodells Kawasaki H2R die Brücke und erreichte eine Geschwindigkeit von über 400 km/h. Dies stellte die bis dato höchste jemals gemessene Geschwindigkeit eines Motorrades auf Asphalt dar.
Die Brücke wurde am 1. Juli 2016 dem Verkehr freigegeben. Die Brücke war anlässlich der Eröffnung und des Zuckerfests in den ersten Tagen mautfrei. Außerdem wurde verkündet, dass die als zu hoch kritisierte ursprünglich vorgesehene Mautgebühr von 135,75 TL auf 89 TL herabgesenkt wurde.

### Unfall vom 21. März 2015
Um etwa 15:30 Uhr Lokalzeit am 21. März 2015 brach an der östlichen Seite ein Seil, welches den sogenannten Catwalk trug, von seiner Befestigung am südlichen Turm ab und fiel ins Meer. Der Catwalk ist eine Vorrichtung, die den Arbeitern ermöglicht, die Tragseile, welche die Fahrbahn tragen sollen, zu installieren und an ihnen zu arbeiten. Da wegen windigem Wetter keine Arbeiten auf dem Catwalk stattfanden, kam niemand zu Schaden. Der Schiffsverkehr wurde nach dem Unfall unterbrochen, bis am 23. März das gebrochene Kabel geborgen war.
Kishi Ryoichi, ein 51-jähriger japanischer Ingenieur, fühlte sich für den Unfall verantwortlich und nahm sich das Leben. Er wurde tot am Eingang eines Friedhofs in Altınova gefunden mit einem Zettel, auf dem er auf Japanisch sein Schuldgefühl zum Ausdruck brachte.

## Beschreibung

### Längenmaße
Die Osman-Gazi-Brücke hat eine Hauptöffnung mit einer Spannweite von 1550 m und zwei Seitenöffnungen von je 566 m, zusammen 2682 m. Ihre beiden Tragseile werden an den äußeren Enden der Seitenöffnungen über die dortigen V-förmigen Pfeiler durch die äußeren Ränder des Fahrbahnträgers zu den Ankerblöcken geführt, die nur wenige Meter aus dem Boden herausragen. Einschließlich der Ankerblöcke hat die Brücke eine gesamte Länge von 120 + 566 + 1550 + 566 + 105 = 2907 m.
Im Norden stellt eine 250 m lange Rampenbrücke die Verbindung zu dem Hochufer her, im Süden führt ein rund 1900 m langes Viadukt über die Uferzone zu der dortigen Mautstelle.

### Erdbebenzone
Die Brücke steht im Bereich der Nordanatolischen Verwerfung zwischen der sich nach Westen bewegenden Anatolischen Platte und der Eurasischen Platte. Diese Bewegung führt zu häufigen Erdbeben, deren Epizentren sich im Lauf des 20. Jahrhunderts von Ostanatolien nach Westen bis in den Golf von İzmit bewegt und 1999 zu dem heftigen Erdbeben von Gölcük geführt haben. Es wird erwartet, dass sich die Epizentren auch in Zukunft weiter nach Westen verlagern.
Nach geophysikalischen Untersuchungen wurden die beiden Pylone gegenüber der ursprünglichen Planung um 80 m und der südliche Ankerblock um 160 m nach Norden verschoben, um sie aus dem Bereich örtlicher Verwerfungen auf einen Bereich ohne erkennbare Brüche zu bringen.

### Gleitlager
Ähnlich dem für die Rio-Andirrio-Brücke entwickelten Konzept stehen die Pylone nicht auf in den Meeresgrund eingebauten Fundamenten. Vielmehr wurde der Meesresgrund unter den Pylonen eingeebnet und mit je 195 eingerammten Stahlrohren mit einem Durchmesser von 2 m verfestigt. Die Rohre haben nicht die Funktion einer Pfahlgründung, sondern dienen lediglich der Bodenstabilisierung. Dann wurde eine 3 m dicke Kiesschicht aufgebracht, die den Pylonen im Fall von Erdbeben als Gleitlager dienen und vermeiden soll, dass heftige seitliche Stöße auf die Pylone übertragen werden. Auf diesem Gleitlager liegt ein stählernes, 54 × 67 × 15 m großes Caisson, dessen Bodenplatte keinerlei feste Verbindung zum Untergrund hat. Auf dem Caisson stehen jeweils zwei runde, 16 m starke Pfähle mit 1,2 m dicken Wänden aus einem Stahl-Beton-Verbund. Die Pfähle enden in Sockeln aus massivem Beton, die mit Querträgern verbunden und auf denen die Stiele der Pylone mit einem Achsabstand von 36,2 m verankert sind. Die Sockel ragen rund 10 m aus dem Wasser.

### Pylone
Die stählernen Pylone haben eine Höhe von 241,85 m über ihrem Betonsockel und einen rechteckigen Hohlquerschnitt. Sie sind leicht gegeneinander geneigt, ihr Achsabstand verjüngt sich von 36,2 m am Sockel auf 30,1 m an der Spitze. Sie sind lediglich auf halber Höhe und unterhalb der Spitzen durch Querträger versteift.

### Tragseile
Die beiden Tragkabel haben einen Durchhang von 1/9 der Spannweite der Hauptöffnung. Sie sind aus jeweils 110 vorgefertigten Litzenbündeln gefertigt, die ihrerseits jeweils aus 127 Drähten mit einem Durchmesser von 5,91 mm bestehen. Die Litzenbündel wurden zu runden Tragkabeln mit einem Durchmesser von 78 cm verpresst.
Der nördliche Ankerblock ist eine tief in den Fels reichende Betonkonstruktion mit Abmessungen von 66 × 50 × 22 m. Der südliche Ankerblock steht dagegen mit dem V-förmigen Pfeiler und dem Übergangspfeiler zu dem anschließenden Viadukt auf einer mächtigen Bodenplatte aus massivem Beton und Abmessungen von 124 × 58 × 16 m, die auf einem Sandbett liegt und im Wesentlichen durch ihr Gewicht wirkt.

### Fahrbahnträger
Der Fahrbahnträger besteht aus einem stählernen, 31 m breiten, trapezförmigen Hohlkasten aus orthotropen Platten, an dessen Außenseiten 2,91 m breite Fußwege für das Brückenpersonal angebracht sind, so dass der Fahrbahnträger insgesamt 35,93 m breit ist. Die Bauhöhe des Fahrbahnträgers beträgt nur 4,75 m. Zum Korrosionsschutz wird sein Innenraum laufend entfeuchtet. Der durchlaufende Fahrbahnträger ist nur an den Tragseilen aufgehängt, er ist nicht an den Pylonen abgestützt, sondern lagert nur auf den V-förmigen Endpfeilern. Dort sind große hydraulische Dämpfer installiert, die Längsbewegungen des Fahrbahnträgers abfangen.
Die Brücke hat eine lichte Höhe von 64,3 m im mittleren Bereich der Hauptöffnung.

## Mautgebühren
| Fahrzeugklasse                 | Maut in ₺ (TRY) | Maut in € (EUR) |
| ------------------------------ | --------------- | --------------- |
| 1 (2 Achsen, Radstand < 3,2 m) | 555             | ~15             |
| 2 (2 Achsen, Radstand > 3,2 m) | 890             | ~24             |
| 3 (3 Achsen)                   | 1055            | ~29             |
| 4 (4 oder 5 Achsen)            | 1400            | ~38             |
| 5 (6 oder mehr Achsen)         | 1765            | ~48             |
| 6 (Motorräder)                 | 3900            | ~11             |
| Quelle:                        |                 |                 |

## Belege
1. ↑   Vapur lobisine çalışıyor (Memento des Originals vom 30. Juli 2016 im Internet Archive) In: Yeni Şafak, 30. Juli 2016 (türkisch).
2. ↑  Otoyol A.Ş – Contract Details (Memento vom 3. Mai 2016 im Internet Archive)
3. ↑  Otoyol A.Ş – History (Memento vom 3. Mai 2016 im Internet Archive)
4. ↑  Izmit Bay Broen (Memento vom 25. Dezember 2015 im Internet Archive) auf der Website von Dissing+Weitling
5. ↑  Otoyol A.Ş – Company Descriptions and Construction Responsibilities (Memento vom 3. Mai 2016 im Internet Archive)
6. ↑   Körfez Geçiş Köprüsünde son 340 metre In: Ensonhaber, 12. April 2016 (türkisch).
7. ↑  Letzte Plattform der vierten Brücke „Osman Gazi“ installiert. Artikel vom 22. April 2016 auf dailysabah.com
8. ↑  Erdogan und Davutoglu fahren als Erste über die Osman Gazi-Brücke. Artikel vom 22. April 2016 auf dailysabah.com
9. ↑  Kenan Sofuoglu knackt 400 km/h. www.spox.com, 30. Juni 2016, abgerufen am 12. Mai 2022.
10. ↑  Sofuoğlu bricht neuen Geschwindigkeitsrekord mit 400 km/h auf der Osman Gazi-Brücke. www.dailysabah.com, 30. Juni 2016, abgerufen am 12. Mai 2022.
11. ↑  Osman Gazi Brücke eröffnet Artikel vom 30. Juni 2016 auf ntvpara.com
12. ↑   Körfez Köprüsü'nde kablo koptu In: Hürriyet, 21. März 2015. Abgerufen am 24. März 2015 (türkisch).
13. 1 2   Dev projenin mühendisi ölü bulundu In: Milliyet, 23. März 2015. Abgerufen am 24. März 2015 (türkisch).
14. ↑   Japanese engineer commits suicide after İzmit bridge cable snaps (Memento des Originals vom 24. März 2015 im Internet Archive) In: Today’s Zaman, 23. März 2015. Abgerufen am 24. März 2015
15. ↑   Körfez Geçiş Köprüsü'nde çalışan Japon mühendis intihar etti In: Hürriyet, 23. März 2015. Abgerufen am 24. März 2015 (türkisch).
16. 1 2 3 4 5 6 7 8  Izmit Bay Bridge (Memento vom 3. Mai 2016 im Internet Archive) Kurzer Seminarvortrag von COWI (PDF, 5,7 kB)
17. ↑  Bosphorus and Second Bosphorus Bridge Tolls. Abgerufen am 5. Dezember 2024.